# Струтинка (Липовецкий район)
Струти́нка (укр. Струтинка) — село на Украине, находится в Липовецком районе Винницкой области.
Код КОАТУУ — 0522286801. Население по переписи 2001 года составляет 527 человек. Почтовый индекс — 22550. Телефонный код — 4358.
Занимает площадь 2,578 км².

## Адрес местного совета
22550, Винницкая область, Липовецкий р-н, с. Струтинка, ул. Гагарина, 12